# دوغ كونسيدين
دوغ كونسيدين (بالإنجليزية: Doug Considine)‏ هو لاعب كرة قدم بريطاني، ولد في 15 مايو 1957 في إدنبرة في المملكة المتحدة. لعب مع دونفرملين أثلتيك ونادي أبردين.